# Plaka (most)
Plaka je kamenný jednoobloukový most na řece Arachthos, který slouží jako lávka. Leží na hranicích prefektur Arta a Ioannina v Řecku a jeho výstavba byla dokončena roku 1866. Jeho stavitelem byl Konstantinos Bekas. Již v minulosti, v letech 1860 a 1863, se o jeho stavbu neúspěšně pokoušeli jiní stavitelé. Jeho oblouk dosahuje délky 40 metrů, výška mostu je 21 metrů. Je největším jednoobloukovým kamenným mostem v Řecku a třetím v Evropě. Malá část mostu byla zničena během druhé světové války, ale brzy byla opravena. Dne 1. února 2015 se most kvůli povodním zřítil. Most byl opravený v roce 2020.